# 波兰海军船旗

波兰海军船旗

波兰共和国海军船旗（波蘭語：bandera wojenna Rzeczypospolitej Polskiej）为一燕尾红白二色二条横旗，白条正中为波兰国徽，自1919年起为波兰海军使用。